# Nile Kinnick
Nile Kinnick (Adel, 9 juli 1918 – Golf van Paria, 2 juni 1943) was een voormalig Amerikaans American football running back. Hij speelde van 1936 tot 1939 College football voor de Universiteit van Iowa, waar hij in 1939 de Heisman Trophy won. Kinnick stief op 24-jarige leeftijd in militaire dienst en speelde dus nooit op professioneel niveau.

## Universitaire carrière
Kinnick was op de middelbare school een excellente student en kreeg een studie-beurs aangeboden van de Universiteit van Iowa en van de Universiteit van Minnesota, Kinnick besloot om in zijn eigen staat te blijven en koos voor de Universiteit van Iowa, Kinnick speelde verschillende sporten tijdens zijn verblijf op de Universiteit zoals honkbal en basketbal. Kinnick werd in zijn freshman seizoen al verkozen tot aanvoerder van het football team, iets dat zeer ongebruikelijk was vanwege zijn minimale ervaring in College football. 
voor het 1939 season, schreef Kinnick in een schriftje, "Het kan 3 jaar duren, het kan 15 jaar duren, Maar ik heb me mijn hele leven al voorbereid om een uitstekende footballspeler te zijn. Ik verwacht van mezelf dat ik, de beste, snelste en sterkste runningback ben in deze competitie."  Ook schreef hij, "Ik kan niet wachten om coach Anderson te laten zien hoe een echte footballspeler eruitziet."
Coach Anderson vond Kinnick's mentaliteit geweldig, hij noemde al zijn spelers bij achternaam, behalve Kinnick die hij altijd gewoon "Nile" noemde. 
In 1939, eindigde Iowa als negende in de AP Poll met een 6-1-1 record. Kinnick passte voor 638 yards en 11 touchdowns terwijl hij maar 31 passes gooide ook had hij 374 rushing yards. Hij was betrokken bij 16 van 19 touchdowns (11 passing, 5 rushing) die Iowa dat jaar scoorde, ook was hij betrokken bij 107 van 130 punten die Iowa dat jaar behaalde. He speelde in 402 van de 420 mogelijk minuten dat seizoen. In totaal zette Kinnick set 14 school records, zes daarvan staan 65 jaar later nog.
Tegen het einde van het seizoen won Nile Kinnick elke grote prijs in het land. Hij werd verkozen tot First-Team All-American, en verscheen in elke first team selectie. Hij won de Chicago Tribune Silver Football award met het grootste verschil in de historie van de award. Hij won ook de Maxwell Award en de Walter Camp Memorial Trophy. Nile Kinnick won zelfs de Associated Press Male Athlete of the Year award, daarin versloeg hij legendarische sport-figuren zoals Joe DiMaggio, Byron Nelson, en Joe Louis. Hij was de eerste college football speler die de prijs in ontvangst mocht nemen. Op 28 november 1939 won Nile Kinnick de Heisman Trophy, Hij is de enige speler van Iowa die de prijs gewonnen heeft.

### Legendarische Heisman speech
Bill Cunningham van de Boston Post schreef het volgende over Nile Kinnick, "Zolang dit land personen zoals Nile Kinnick produceert. Dan is football maar een bij-zaak."  AP journalist Whitney Martin schreef, "Je realiseerde pas na het applaus (na zijn Heisman speech) dat dit niet alleen was voor Nile Kinnick, maar voor een uitstekende college football speler en een fantastisch rol-model. als we onze jeugd opvoeden met de mentaliteit die Nile Kinnick heeft, dan heeft dit land een fantastische toekomst." De universiteit van Iowa laat tegenwoordig voor elke wedstrijd een deel van Nile Kinnick's speech horen.

## Leven na 1939
Kinnick studeerde af met een diploma Economie, Kinnick sloeg na zijn tijd op de universiteit verschillende contracten van professionele football-teams af. Kinnick kreeg zelfs aanbiedingen om professioneel honkbal te gaan spelen voor de Brooklyn Dodgers.
Kinnick had ook interesse om iets in de politiek te gaan doen, hij was zelf namelijk een kleinzoon van een gouverneur. Kinnick besloot uiteindelijk om rechten te gaan studeren. Ook was hij assistent voor het Iowa football team, hij hielp vooral de freshman spelers om beter te worden en diende tevens als scout. 
Kinnick stopte na een jaar met rechten studeren en schreef zich in bij de Naval Air Reserve nadat hij een rondleiding had gekregen in Omaha op een marine-basis, hij meldde zich drie dagen voor de aanval op Pearl Harbor bij de basis. Hij schreef het volgende in een brief naar zijn ouders voordat hij werd uitgezonden, "Er is geen enkel excuus om niet te vechten voor de vrijheid van de mens, wij zullen de pijn moeten doorstaan om het voor de volgende generatie een klein beetje beter te maken. Moge God mij kracht geven om te vechten in deze oorlog." hij voegde daar aan toe, "Elke man die ik in mijn leven heb bewonderd heeft gevochten voor de vrijheid van de mens. In deze tijd van oorlog en angst is het een eer om te mogen vechten voor de rechten van de mens. Moge God mij kracht en moed geven om te vechten voor wat goed is, zodat hopelijk mijn land, mijn familie, en mijn vrienden trots op mij zullen zijn."

## Overlijden
Op 2 juni 1943, voerde Kinnick een trainingsprocedure uit in een Grumman F4F Wildcat vanaf de USS Lexington (CV-16), die langs de kust van Venezuela in de Golf van Paria lag. Kinnick had ongeveer een uur gevlogen toen zijn Grumman F4F Wildcat olie begon te lekken, dit was zo ernstig dat Kinnick de USS Lexington niet meer kon bereiken, hij volgde marine protocol en maakte een noodlanding in het water, dit ging fout en Kinnick stierf tijdens de impact. Reddingsboten arriveerden acht minuten na de noodlanding, na nadere inspectie vonden ze een groot gat in het vliegtuig, Kinnick's lichaam is nooit gevonden. Nile Kinnick was de eerste Heisman Trophy winnaar die overleed; hij was een maand en zeven dagen verwijderd van zijn 25e verjaardag.

## Impact van overlijden
Kinnick is op verschillende manieren geëerd na zijn overlijden, Iowa heeft zijn stadion naar hem vernoemd en zelfs scholen in Japan zijn naar hem vernoemd. 